# Модификация билетов банка России (2022—2025)
Процесс постепенного обновления банкнот (билетов) российского рубля — процесс, инициированный Банком России в 2017 году со введением в оборот купюр номиналом 200 и 2000 рублей. Предполагается, что новые банкноты будут выполнены в стиле вышеуказанных купюр и введены в оборот к 2028 году с полным вытеснением купюр старого образца к 2035 году.

## История

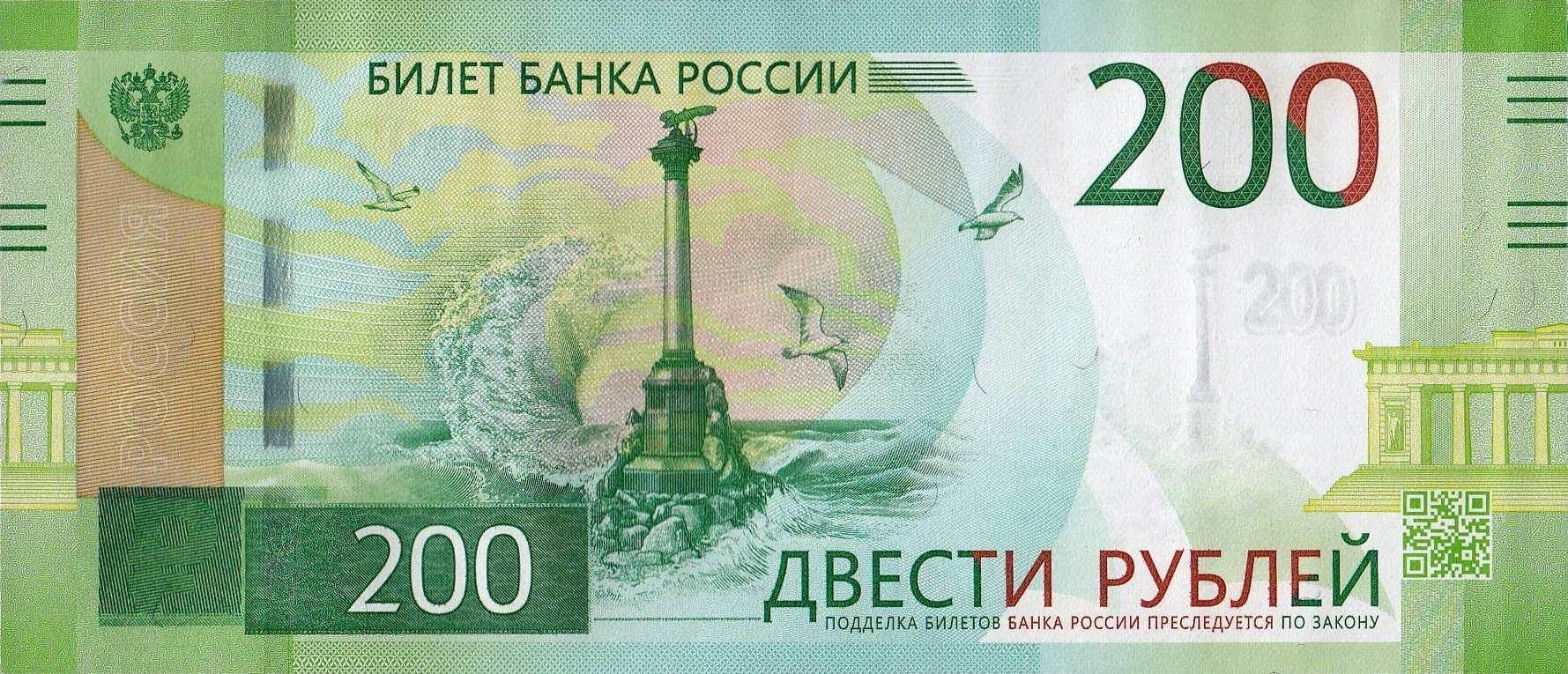
200 рублей 2017 года (лицевая сторона)

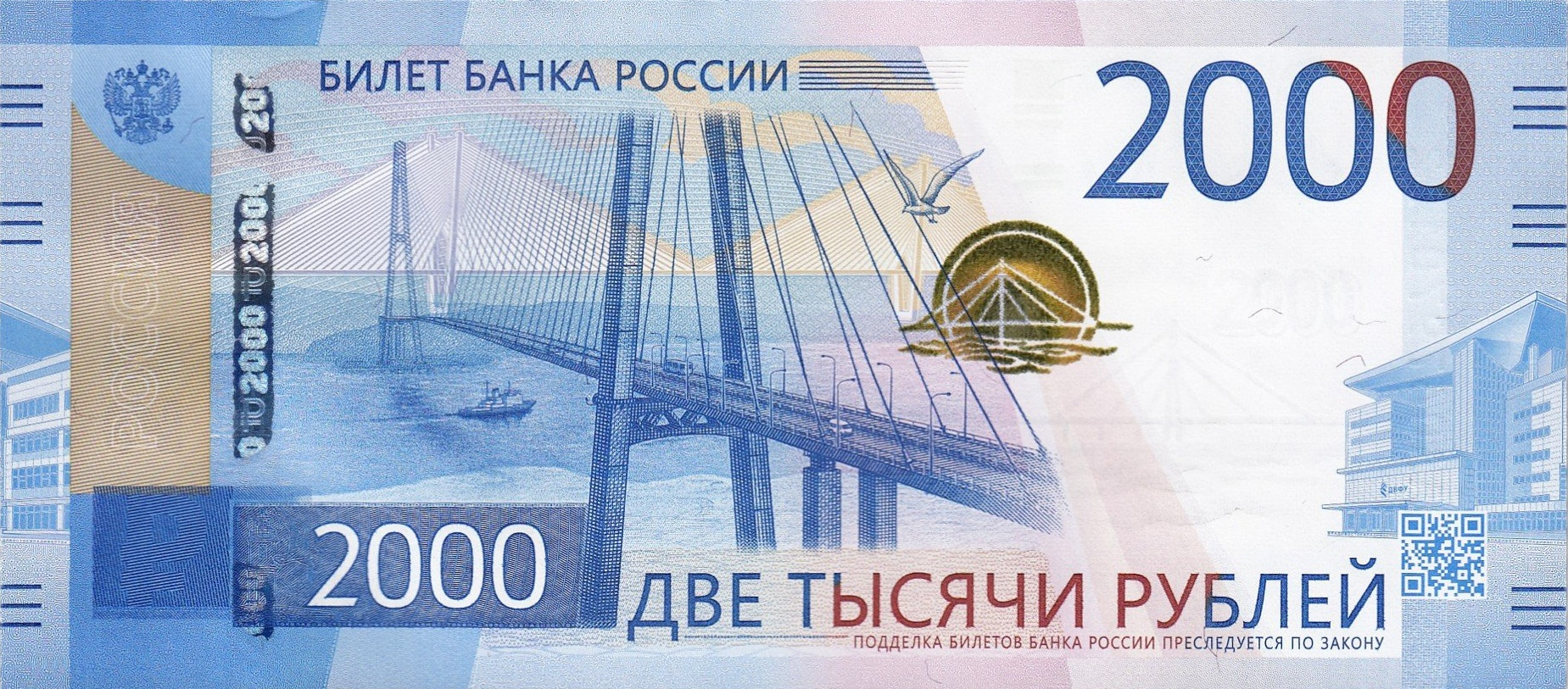
2000 рублей 2017 года (лицевая сторона)

Началом процесса модернизации билетов Банка России стало введение в оборот новых купюр номиналом: 200 рублей и 2000 рублей, на которых изображены города Севастополь и Владивосток — города Южного и Дальневосточного федеральных округов России соответственно. Выбор достопримечательностей осуществлялся путем голосования гражданами на сайте твоя-россия.рф. Банкноты были презентованы и введены в обращение 12 октября 2017 года.
В июле 2021 года зампред Центробанка Михаил Алексеев сообщил об изменении концепции серии «Города России» для банкнот. В частности, было принято решение привязать аверс каждой банкноты к административным центрам (кроме ЮФО) каждого из федеральных округов России, а реверс — к самим округам. Михаил Алексеев объяснил это решение тем, что раньше выбор городов, представленных на купюрах, был беспорядочным и узким: «Если сейчас в городах, которые изображены на купюрах, проживают примерно 22 млн человек, которые считают те или иные банкноты условно „своими“, то с расширением тематики до региональной каждый житель страны сможет ассоциировать себя с банкнотой через регион, в котором живёт». Достопримечательности городов и округов, которые будут на них представлены, будут выбраны экспертной комиссией.
Старые купюры будут постепенно изыматься из оборота вследствие естественного износа. Планируется, что в 2026 году новые банкноты станут преобладать в активном обороте над старыми. Из активного оборота деньги старого образца планируют окончательно изъять к 2035 году.

## Отличия купюр старого и нового образца. Новые меры защиты
Характерным отличием новых банкнот является девятизначный номер (на купюрах всех предыдущих выпусков номер был семизначным), который теперь не будет повторяться на купюрах различных номиналов. Также изображение двуглавого орла Билибина с опущенными крыльями, без корон, скипетра и державы (логотип Банка России с конца 1993 года) на их аверсе было заменено на герб России, аналогично монетам номиналом 1—10 рублей, выпускаемым с 2016 года и памятным монетам в 25 рублей, изготавливаемым из недрагоценных металлов.
Из визуальных признаков подлинности купюры остаются водяные знаки, микротекст, переливающийся элемент. Новые купюры, по заявлениям Центробанка, будут более надежными и меньше подверженными загрязнению. Также впервые на купюрах появился QR-код, который используется в качестве элемента защиты.

## География модифицированных купюр
| Номинал банкноты | Город (лицевая сторона) | Федеральный округ (оборотная сторона) | Дата ввода в эксплуатацию | Год начала печати |
| ---------------- | ----------------------- | ------------------------------------- | ------------------------- | ----------------- |
| 10 рублей        | Новосибирск             | Сибирский                             | 2028 год                  | -                 |
| 50 рублей        | Санкт-Петербург         | Северо-Западный                       | 2028 год                  | -                 |
| 100 рублей       | Москва                  | Центральный                           | 30 июня 2022 года         | С 2022            |
| 200 рублей       | Севастополь             | Южный                                 | 12 октября 2017 года      | С 2017            |
| 500 рублей       | Пятигорск               | Северо-Кавказский                     | 2028 год                  | -                 |
| 1000 рублей      | Нижний Новгород         | Приволжский                           | 2025 год                  | -                 |
| 2000 рублей      | Владивосток             | Дальневосточный                       | 12 октября 2017 года      | С 2017            |
| 5000 рублей      | Екатеринбург            | Уральский                             | 16 октября 2023 года      | С 2023            |

## Банкнота 10 рублей
Выпуск 10-рублёвых банкнот был прекращён ещё в 2012 году, так как их почти полностью заменили монеты соответствующего номинала. С тех пор шёл процесс изъятия изношенных банкнот из оборота.
В 2022 году Банк России принял решение возобновить печать банкнот номиналом 5 и 10 рублей образца 1997 года, уменьшив чеканку монет соответствующего номинала. Решение возобновить выпуск купюр 10 рублей зампред Банка России Михаил Алексеев объяснил тем, что банкноты легче вернуть в денежный оборот: «Мы выпускаем много 10-рублевых монет, но они тут же оседают в копилках и в оборот не возвращаются. В то же время банкноту… в копилку не положишь, ей гораздо проще найти место в кошельке. Кроме этого, перевозить банкноты легче, чем монеты. Таким образом, замещение монет банкнотами имеет смысл и со стороны снижения наших издержек, и со стороны удобства использования». В июле 2023 года было объявлено о скором поступлении купюр в финансовую систему в большем количестве. Купюры поступают в обновлённом виде, теперь они долговечнее, уточнили в Центральном банке.
Предполагается, что на банкноте номиналом 10 рублей будут изображены Новосибирск и Сибирский федеральный округ и что Новосибирск заменит изображающийся на купюрах образца 1997 года другой город СФО — Красноярск. В оборот новую банкноту образца 2028 года планируется ввести вместе с 50-рублёвыми купюрами к 2028 году.

## Банкнота 50 рублей
На банкноте номиналом 50 рублей будут изображены Санкт-Петербург и Северо-Западный федеральный округ. Санкт-Петербург сохраняет своё место по сравнению с банкнотами предыдущего образца. В оборот её планируют ввести вместе с 10-рублёвыми купюрами к 2028 году.

## Банкнота 100 рублей

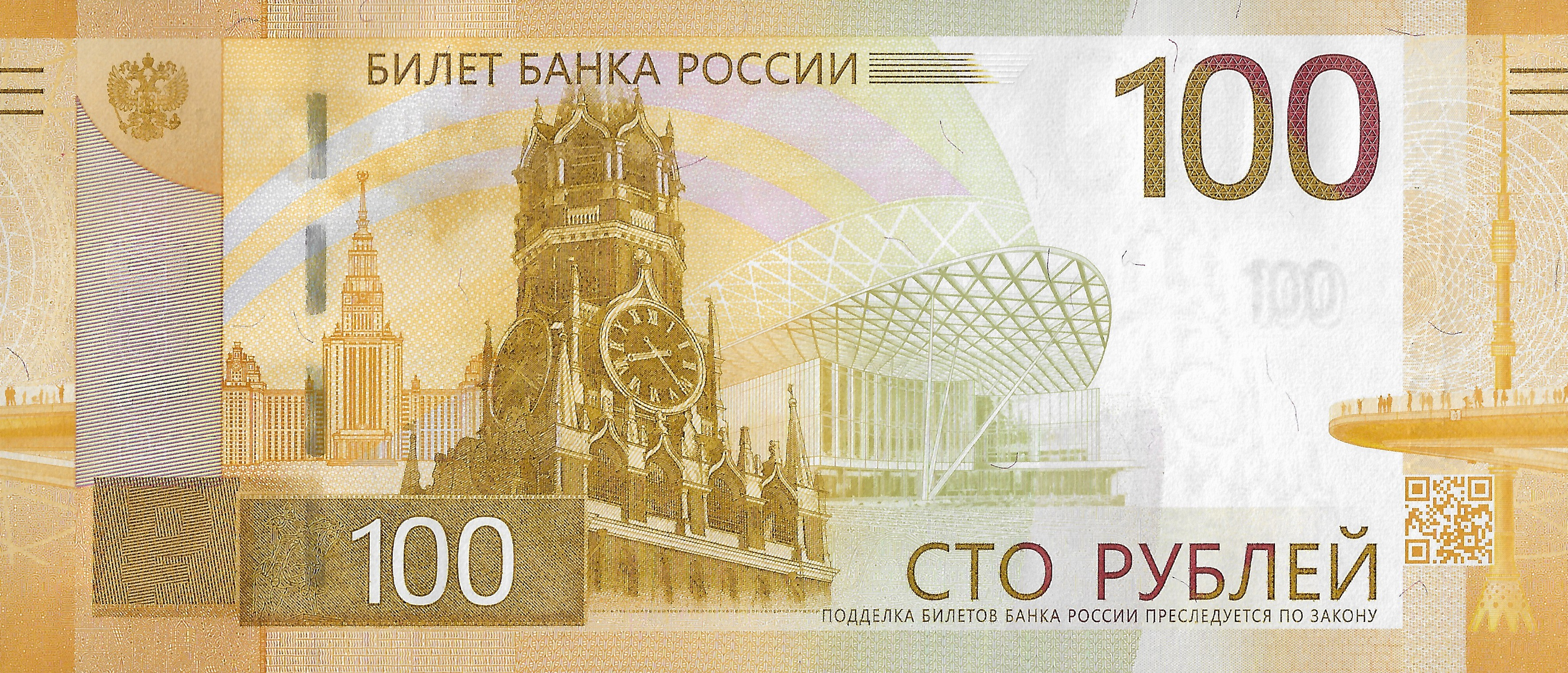
100 рублей 2022 года (лицевая сторона)

Дизайн банкноты номиналом 100 рублей был обнародован Центробанком 30 июня 2022 года. В этот же день купюра первой из купюр нового образца стала официальным платёжным средством. На ней, как и на купюрах прошлого образца, изображена Москва, а также Центральный федеральный округ.
Размеры купюры совпадают с размерами ранее введённой в оборот 200-рублёвой банкноты и составляют 150×65 мм. Основной цвет — оранжевый. На аверсе купюры изображены достопримечательности Москвы: Спасская башня Кремля (на курантах стоит время 20:22, соответствующее году введения купюры в оборот), главное здание МГУ, парк «Зарядье», Останкинская и Шуховская телебашни. На обратной стороне изображены памятники на местах воинской славы России, находящиеся в Центральном федеральном округе: Куликово поле и Ржевский мемориал. Также на купюре есть QR-код, ведущий на информационную страницу ЦБ РФ, содержащую информацию о средствах защиты и художественном содержании купюры.

## Банкнота 500 рублей
На банкноте номиналом 500 рублей планируют изобразить Пятигорск и Северо-Кавказский федеральный округ. Пятигорск займёт место изображавшегося на банкнотах прошлого образца и предденоминационных банкнотах 1995 года Архангельска. В оборот новые купюры собирались ввести в 2024 году.
28 октября 2024 года в «Известиях» была опубликована информация, что ЦБ планирует ввести обновлëнную 500-рублёвую купюру вместе с 10 и 50 рублëвыми купюрами до конца 2028 года. 

## Банкнота 1000 рублей

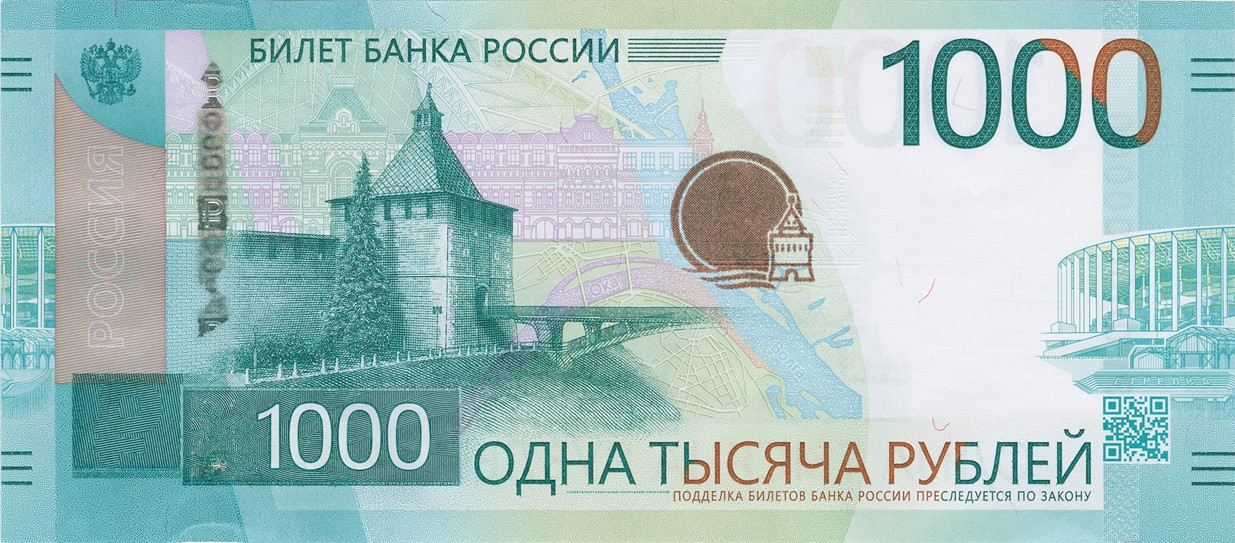
1000 рублей 2023 года (лицевая сторона)

На банкноте номиналом 1000 рублей изображены Нижний Новгород и Приволжский федеральный округ. Нижний Новгород занял место Ярославля, находившегося на 1000-рублёвых купюрах ранее. В оборот обновлённые банкноты планировалось ввести 16 октября 2023 года.
Дизайн банкноты практически сразу стал причиной скандала на религиозной почве — на обратной стороне банкноты было помещено изображение Дворцового храма в Казани без креста и башни Сююмбике, что вызвало категоричный протест со стороны РПЦ.
18 октября 2023 Банк России объявил о решение остановить выпуск банкноты и объявил о доработке дизайна, без упоминания скандала. Доработанную банкноту представят в 2025 году. 

## Банкнота 5000 рублей

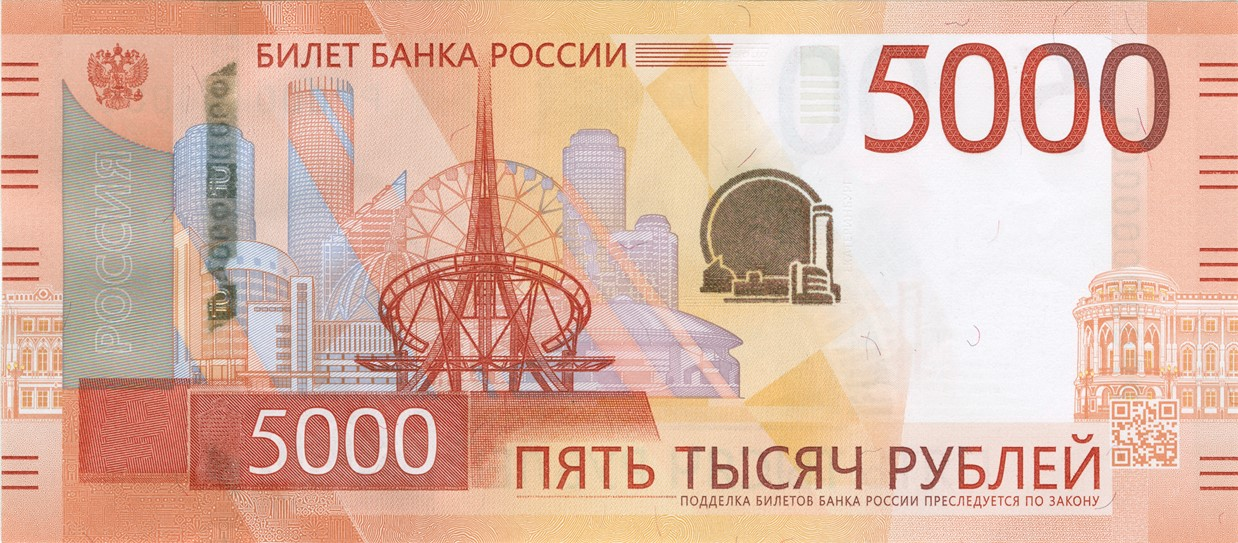
5000 рублей 2023 года (лицевая сторона)

На банкноте номиналом 5000 рублей представлены Екатеринбург и Уральский федеральный округ. Екатеринбург заменил город Хабаровск, изображавшийся на пятитысячных купюрах с 2006 года. Обновлённая банкнота введена в обращение одной из первых — 16 октября 2023 года.

## Критика
Некоторые эксперты[обтекаемое выражение] со скептицизмом отнеслись к реформе и считают, что банкноты будут введены в оборот намного позже, чем планируют в ЦБ, так как в условиях санкций очень сильно затянется процесс адаптации кассовых аппаратов и банкоматов к новым купюрам.